# Baergrupp
Inom matematiken är en Baergrupp en grupp där varje cyklisk delgrupp är subnormal. Varje Baergrupp är lokalt nilpotent.
Baergrupper är uppkallade efter Reinhold Baer.